# Ilan Manulis
Ilan Manulis (in ebraico אילן מנוליס‎?; 1949) è un astronomo israeliano.
Il Minor Planet Center lo accredita per la scoperta dell'asteroide 137217 Racah, scoperto l'8 luglio 1999 in collaborazione con Avishay Gal-Yam.
Gli è stato dedicato l'asteroide 13615 Manulis.